# SHISEIDO MEN
SHISEIDO MEN（シセイドウ　メン）は、資生堂の男性向け化粧品ブランドである。「グローバルSHISEIDOブランド」のひとつであり、2021年2月時点で世界88の国と地域で展開されている。

## 概要
「SHISEIDO」ブランドのメンズシリーズである。本格的なスキンケアラインとして2003年にイタリア・ドイツから販売を開始し、日本では2004年に販売を開始した。ブランド内で一貫して、破竹と檜を基調としたフローラルグリーンの香りが用いられていたが、2021年のリニューアル後に発売された製品は檜や白檀を加えたシトラスウッディの香りとなっている。
2021年には大規模なリニューアルが行われ、新たにメイクアップアイテムが発売された。

## ラインナップ
ここに示すのは2021年3月のリニューアル直後のラインナップである。いずれも商品名には「SHISEIDO メン」を冠しているがここでは省略した。

### スキンケア
フェイスクレンザーとアルティミューン パワライジング コンセントレートの使用が基本ケアとされている。ハイドレーティング／トーニングローションやモイスチャライザーも使用する場合は、ローション、アルティミューン、モイスチャライザーの順で使用することが推奨されている。
- フェイスクレンザー
- トーニングローション
- ハイドレーティングローション
- モイスチャライザー EG
  - 容器の表記は「Energizing Moisturizer Extra Light Fluid」
- アルティミューン パワライジング コンセントレート
- トータルリバイタライザー
- トータルリバイタライザー ライトフリュイド
- トータルリバイタライザー アイ
- スキンエンパワリング クリーム
- クリアスティック UVプロテクター

### メイクアップ
メイクアップアイテムは2021年のリニューアルで新たに登場した。同時に発売されたフェイスクレンザーで落とすことができる。ビジュアルエンハンサーとも呼ばれ、黒を基調としたパッケージを採用している。
- ヴァイブラント BBモイスチャライザー
- ターゲティッド ペンシル コンシーラー
  - ライト、ミディアム、ダークの3色。
- モイスチャライジング リップ クリエイター
- モイスチャライジング リップ クリエイター TINT
- アイブロウ フィクサー デュオ
  - ペンシルとコーティングジェルの2-in-1で、ブラックとブラウンの2色。

## 沿革
2003年11月のドイツ、イタリアを皮切りに、ヨーロッパで発売を開始。
2004年5月21日より日本でも発売を開始。キャッチコピーは「心は自由か　顔はどうだ」「男の顔に力を」。イメージモデルには、元サッカー日本代表選手の中田英寿、芸術家の舟越桂、狂言師の野村萬斎を起用した。この時点では、以下の製品が発売された。一部の製品の容器は，2004年度グッドデザイン賞を受賞した。
- クレンジングフォーム（2021年7月-9月に生産終了[8]）
- ディープクレンジングスクラブ
- ハイドレーティングローション
- トーニングローション
- モイスチャーライジングエマルジョン（2021年7月-9月に生産終了[8]）
- トータルリバイタライザー
- ボディークリエイター
- アンチシャインリフレッシャー
- アイスーザー
- スキンケアキット（H）
  - クレンジングフォーム、ハイドレーティングローション、トータルリバイタライザーのセット
- スキンケアキット（T）
  - クレンジングフォーム、トーニングローション、トータルリバイタライザーのセット
- 薬用スカルプトニック
- ヘアリキッド
- ヘアワックス

2004年10月にオードトワレを発売。この容器は，2005年度グッドデザイン賞を受賞した。
2005年5月21日に「UVプロテクター」と「セルフタンナー」を発売。
2005年9月21日にUVスポッツシューターを発売。
2006年5月21日に「ヘアジェル」と「ヘアムース」を発売。
2006年9月21日にリップトリートメントを発売。
2011年2月に欧州・アジア各国にて、10月21日には日本でも、「スキンエンパワリングクリーム」の発売を開始。
2012年2月に欧州・アジア各国にて、3月21日には日本でも、「アクティブ コンセントレイティッド セラム」の発売を開始。（2021年10月-12月に生産終了）
2014年1月21日に「トータルリバイタライザー アイ」を発売。
2014年9月21日にヘアワックスをリニューアルした「ヘアワックス N」を発売。（2020年10月-12月に生産終了）
2016年5月21日に日本を含む世界各国で、「ハイドロ マスター ジェル」の発売を開始。（2021年10月-12月に生産終了）
2018年3月21日に日本を含む世界各国で、「トータルリバイタライザー」および、クレンジングフォームと合わせた「スキンケアキット」の発売を開始。（スキンケアキットは2021年7月-9月に生産終了）
2019年3月21日に日本を含む世界各国で、「トータルリバイタライザー ライトフリュイド」および、クレンジングフォームと合わせた「スキンケアキットLF」の発売を開始。（スキンケアキットは2021年7月-9月に生産終了）
2021年3月21日にリニューアルを実施。中心アイテムとして「アルティミューン パワライジング　コンセントレート」を発売、洗顔料、保湿液をリニューアルし、ブランドで初めてメイク製品も発売した。また、FCバルセロナとパートナーシップ契約を締結し、セルジ・ロベルト選手がアンバサダーに就任した。この時発売された製品は以下の通り。
- アルティミューン パワライジング　コンセントレート
- フェイス クレンザー
- モイスチャライザー EG
- クリアスティック UVプロテクター
- ヴァイブラント BBモイスチャライザー
- モイスチャライジング リップ クリエイター（2種）
- ターゲティッド ペンシル コンシーラー（3色）
- アイブロウ フィクサー デュオ
- アルティミューン トライアル キット
  - フェイス クレンザー、ハイドレーティング ローション、アルティミューン パワライジング コンセントレートのセット。